# Pradeep Sarkar
Pradeep Sarkar (Calcutta, 30 aprile 1955 – Mumbai, 24 marzo 2023) è stato un regista, sceneggiatore e produttore cinematografico indiano.

## Biografia
Iniziò la sua carriera a Bollywood come assistente alla regia di Vidhu Vinod Chopra, per il film Mission Kashmir.
In seguito divenne regista di due pellicole di successo come Parineeta e La verità negli occhi.

## Filmografia
- 2000: Mission Kashmir (assistente alla regia)
- 2005: Parineeta (regista e sceneggiatore)
- 2007: Eklavya: The Royal Guard (visual Director)
- 2007: La verità negli occhi (regista, sceneggiatore e produttore)
- 2014: Mardaani (regista sceneggiatore)